# 五領村
五領村（ごりょうむら）は、大阪府三島郡にあった村。現在の高槻市の東端、淀川の右岸、阪急京都本線・上牧駅の周辺にあたる。

## 地理
- 河川：淀川、檜尾川

## 歴史
- 1889年（明治22年）4月1日 - 町村制の施行により、島上郡梶原村・萩庄村・井尻村・鵜殿村・上牧村・神内村・前島村の区域をもって発足。
- 1896年（明治29年）4月1日 - 所属郡が三島郡に変更。
- 1950年（昭和25年）11月1日 - 高槻市に編入。同日五領村廃止。

## 交通

### 鉄道路線
- 京阪神急行電鉄（現・阪急電鉄）
  - 京都本線
    - 上牧駅

### 道路
- 西国街道

現在は旧村域を名神高速道路が通過するが、当時は未開通。